# غلامرضا شریفی اقدس
غلامرضا شریفی اقدس (۱۲۹۱تبریز-...) استاد دانشگاه و دادستان کل کشور بود.

## تولد و تحصیلات
شریفی اقدس در سال ۱۲۹۱ در تبریز و محله نوبر به دنیا آمده و تحصیلات خود را در آن شهر و به‌صورت علوم جدیده و علوم اسلامی انجام داد. او سپس به دانشکده حقوق و علوم سیاسی دانشگاه تهران رفته و در سال ۱۳۱۴ لیسانس حقوق جزا دریافت کرد. شریفی در سال ۱۳۲۶ از رساله دکترای با عنوان «نظارت در انطباق قوانین عادی با قوانین اساسی» دفاع کرد. وی سالها به تدریس دروس آیین دادرسی مدنی و کیفری در دانشکده حقوق دانشگاه شهید بهشتی مشغول بود.

## فعالیت اداری
شریفی بعد از فراغت از تحصیل به وزارت دادگستری پیوست و تا پایان فعالیت‌های خود در این وزارتخانه فعالیت کرد.
برخی از سمت‌های او عبارتند از:

### قبل از انقلاب
- بازپرسی دادسرای ساری منصوب شد.
- بازپرس دادسرای قزوین (خرداد ۱۳۱۸)
- دادستان سمنان (فروردین ۱۳۱۹)
- رئیس دادگاه جنحه ۶ تهران (۱۳۲۱)
- رئیس دادگاه جنحه نظامی موقت تهران (تیرماه ۱۳۲۲)
- مستشار دیوان کیفر کارکنان دولت (آذر ۱۳۲۲)
- رئیس شعبه ۶ دادگاه استان تهران (۱۳۲۹)
- معاون دادستان استان ۱ و ۲ تهران (شهریور ۱۳۳۰)
- رئیس شعبه ۱۱ دادگاه و قائم مقام رئیس کل دادگاه استان مرکز
- عضو معاون دیوان عالی کشور (اردیبهشت ۱۳۳۶)
- مستشار دیوان عالی کشور (مهر ۱۳۳۶)
- عضو اصلی دادگاه عالی انتظامی قضات (تیرماه ۱۳۳۹)
- رئیس شعب ۳–۴ دیوان عالی کشور
- دادستان کل کشور (آذر ۱۳۵۷)

### بعد از انقلاب
- رئیس محکمه عالی انتظامی قضات (مرداد ۱۳۵۸ تا ۱۳۶۰)
- رئیس شعب ۳ دیوان عالی کشور ۱۳۵۸[۳]
- قائم مقام ریاست دیوان عالی کشور[۴][۵]
- عضو کمیسیون تهیه و تدوین قوانین
- رئیس دادگاه تجدیدنظر کارشناسی رسمی
- رئیس دادگاه اعمال خلاف حیثیت و شئون کارکنان دولت و شهردارها
- سرپرست شعبه‌های تدوین و تهیه و اصلاح قوانین و تطبیق آنها با موازین شرعی (قوانین مدنی و مجازات، تجارت و آیین دادرسی مدنی و کیفری).

## تالیفات
غلامرضا شریفی در زمینه‌ها گوناگون اعم از علمی، ادبی، فلسفی، حقوقی، اجتماعی و تفسیر قرآن کریم مقالاتی را منتشر کرده‌است. او همچنین دارای کتاب‌های زیر می‌باشد:
1. ۲۵ سال در دیوان عالی کشور -هفت جلد
2. خاطرات غلامرضا شریفی اقدس -شش جلد
3. تاریخچه قوانین سازمان دیوان کشور
4. نگاهی دیگر به دادگستری ایران
5. سه داستان کوتاه از زندگی یک دادرس کهنسال.